# Moncek Barat
Moncek Barat is een bestuurslaag in het regentschap Sumenep van de provincie Oost-Java, Indonesië. Moncek Barat telt 1105 inwoners (volkstelling 2010).